# Mafeteng Airport
Mafeteng Airport är en flygplats i Lesotho.   Den ligger i distriktet Mafeteng District, i den västra delen av landet, 60 km söder om huvudstaden Maseru. Mafeteng Airport ligger 1 641 meter över havet.
Terrängen runt Mafeteng Airport är platt åt nordväst, men åt sydost är den kuperad. Runt Mafeteng Airport är det ganska tätbefolkat, med 104 invånare per kvadratkilometer. Närmaste större samhälle är Mafeteng, 2,5 km söder om Mafeteng Airport. Trakten runt Mafeteng Airport består i huvudsak av gräsmarker.